# Dorin Mateuț
Dorin Mateuț (* 5. srpna 1965, Bogata-Curtuiuș, Rumunsko) je bývalý rumunský fotbalový útočník a reprezentant a pozdější fotbalový trenér. Mimo Rumunska hrál ve Španělsku a Itálii. Účastník MS 1990 v Itálii.
Za svou hráčskou kariéru vyhrál s Dinamem Bukurešť double v sezóně 1989/90 (čili ligový titul a prvenství v rumunském poháru). V roce 1988 zvítězil v anketě Fotbalista roku Rumunska. V roce 1989 vyhrál evropskou Zlatou kopačku, prestižní cenu pro nejlepšího kanonýra Evropy. Mateuț dosáhl 43 ligových branek v dresu Dinama Bukurešť.

## Klubová kariéra
- CS Hunedoara 1979–1980 (mládežnické týmy)
- FC Corvinul Hunedoara 1980–1981 (mládežnické týmy)
- FC Corvinul Hunedoara 1986–1990
- FC Dinamo București 1990–1992
- Real Zaragoza 1990–1992
- Brescia Calcio 1992–1993
- AC Reggiana 1919 1993–1994
- FC Dinamo București 1994–1995
- FC Sportul Studențesc București 1995–1996

## Reprezentační kariéra
Dorin Mateuț reprezentoval Rumunsko. V A-týmu debutoval 7. 2. 1984 v přátelském zápase proti týmu Alžírska. (remíza 1:1). Celkem odehrál v letech 1984–1991 za rumunský národní tým 56 zápasů a vstřelil 10 gólů.
Zúčastnil se MS 1990 v Itálii. Na světovém šampionátu odehrál pouze jediný zápas proti Argentině (remíza 1:1).

## Trenérská kariéra
Působil jako asistent trenéra v Dinamu Bukurešť.